# Hormius melleus
Hormius melleus är en stekelart som först beskrevs av William Harris Ashmead 1889.  Hormius melleus ingår i släktet Hormius och familjen bracksteklar. Inga underarter finns listade i Catalogue of Life.